# Marcella Frangipane
Pour les articles homonymes, voir Frangipane (homonymie).
Marcella Frangipane, née le 10 octobre 1948 à Palerme (Italie), est une archéologue italienne.

## Biographie
De 1977 à 1983, elle participe à la mission des recherches préhistoriques en Égypte, à Maadi. Jusqu'à 1999, elle dirige les fouilles du site turc de Zeytinli Bahçe, dans la province de Şanlıurfa.
De 2000 à 2003, elle est directrice de l'école d'archéologie orientale de l'université La Sapienza de Rome. Elle devient ensuite doyenne de préhistoire du Proche et Moyen-Orient à l'université La Sapienza de Rome.
Elle dirige ensuite la mission archéologique italienne en Anatolie orientale, avec des excavations à Arslantepe, soit une des sept « grandes excavations » du monde romain.
Elle écrit des articles pour les revues Ancient Near Eastern Studies (Melbourne), Paléorient (Paris), Anatolia Antiqua (Istanbul-Paris), Near East and Egypt Magazine (Madrid).

## Publications
- La nascita dello Stato nel Vicino Oriente, Laterza, Roma-Bari 1996, 2005 (II ed.)

## Prix et distinctions
En 1994, elle reçoit l'ordre du mérite italien, puis obtient le grade de Chevalier de l'ordre du mérite en 2005.
En 2001, elle devient membre correspondante du Deutsches Archäologisches Institut de Berlin. Le 30 avril 2013, elle est élue membre associée de la National Academy of Sciences américaine.